# 五四大街
39°55′22″N 116°23′58″E / 39.92287°N 116.39951°E
五四大街是位于中華人民共和国北京市东城区西部的一条大街。

## 简介
五四大街东起东四西大街西端，西到景山前街东端。南与银闸胡同、沙滩南巷、东黄城根南街连接，北与沙滩北街、东黄城根北街、弓弦胡同连接，中与北河沿大街交叉。五四大街全长741米，宽33米，车行道宽22米，铺有沥青路面。五四大街因街北的北京大学旧址曾是五四运动发源地而得名。
清朝时，该大街分成几段。乾隆时，东段称“双碾儿胡同”。光绪时，东段称“双碾胡同”，西段称“东沙滩”、“西沙滩”（见《京师坊巷志稿》）。宣统时，东段称“双辇胡同”，中段称“汉花园”，西段称“沙滩”。中华民国时期沿称。这三段的具体情况是：
- 沙滩：今五四大街西段。《清末京师全图》中，该段指沙滩北街至北池子大街北口的斜街，因为御河冲积成的一片地势低洼的砂石地面而得名。自清末以来，一直沿称“沙滩”。[2]
- 汉花园：今五四大街中段，自北河沿大街至沙滩北街。据传，清朝附近有一花园名为“汉花园”，该段大街由此而得名；另传，北京大学红楼的原址为松公府，“汉花园”也可能是指松公府花园而称。[2]
- 双辇胡同：今五四大街东段，自王府井大街北口至北河沿大街。该胡同原称“双碾街”或“双碾胡同”，呈丁字型，东起王府井大街，北到弓弦胡同，南到翠花胡同。[2]

1958年12月，兴建中国美术馆，将双碾胡同扩展，东西沟通而成为大街。（如今，双碾胡同原来南到翠花胡同的部分已并入翠花胡同，北到弓弦胡同的部分已并入弓弦胡同。）1965年整顿地名时，三段合并，而且将回回营、沙滩大街并入，改称“汉花园大街”。文化大革命中，改称“五四大街”，该名沿用至今。
五四大街29号的北京大学红楼，原为北京大学第一院校舍。清朝光绪二十四年（1898年）开办京师大学堂，以和嘉公主府为临时校舍，1912年改为北京大学，设一院、二院、三院。一院红楼始建于1916年，1918年建成。今为北京新文化运动纪念馆。中国美术馆位于五四大街1号，于1958年动工，1962年建成，“中国美术馆”五字为毛泽东题写。有资料说未名社旧址位于五四大街。实际上为误传，未名社的三个旧址没有一个在五四大街上，而是在五四大街周边。